# Bandblech
Bandblech ist eine Bezeichnung für aus Warmbreitband geschnittenes Blech, das – im Unterschied zu Quartoblech – eine Stärke bis einschließlich 20 Millimeter und eine Breite von 2000 Millimeter nicht überschreitet. Bandbleche gibt es in:
- verschiedenen Stahlgüten, z. B. DC01, DD11, DX51, FAL (feueraluminierte Bleche)
- verschiedenen Edelstahlgüten, z. B. V2A.